# Диого Диаш
Диого Диаш (на португалски: Diogo Dias) е португалски мореплавател, изследовател на Африка.

## Биография
Роден е през 1450 година в Алгарв, Португалия, брат на Бартоломео Диаш.
Като един от капитаните на Педро Кабрал е част от експедицията, която открива Бразилия. Отклонилият се от ескадрата кораб на Диого Диаш заобикаля Южна Африка и на 10 август 1500 г. открива остров, наречен по името на Свети Лаврентий, чийто празник се чествал на този ден. Проследява около 1500 км от източното му крайбрежие, продължава на север до африканското крайбрежие на около 3° ю.ш. и покрай него плава на север като достига чак до Аденския залив. Голяма част от екипажа боледува от скорбут и Диаш се разпорежда болните да бъдат свалени на брега и за тях да се грижат няколко здрави. На борда остават около 40 души, от тях половината – тежкоболни. Местните араби избиват всички португалци на брега и се опитват с лодки да завладеят кораба, но са отбити с оръдеен огън. След три месеца Диаш тръгва обратно, и като загубва още 25 души, се добира до о-вите Зелени Нос, където се среща с флотилията на Педро Кабрал, връщаща се от Индия.
Диого Диаш се връща в Португалия през 1501 г. без ценни товари, но затова става първият европеец плавал покрай бреговете на Африка от Аденския залив до Гибралтар.
На италианската карта от 1502 г., известна като карта на Алберто Кантино, откритият от Диого Диаш остров е наречен Мадагаскар.